# Dario Rondelli
Dario Rondelli (* 19. Jahrhundert; † 20. Jahrhundert) war ein italienischer Radrennfahrer.

## Sportliche Laufbahn
Rondelli war im Bahnradsport aktiv. Bei den Bahnradsport-Weltmeisterschaften 1906 in Genf gewann er beim Sieg von Francesco Verri die Bronzemedaille im Sprint der Amateure.
Über seine weiteren Lebensdaten und Erfolge ist nichts bekannt.